# Гронинген (община)
Гро́нинген (нидерл. Groningen ) — община в нидерландской провинции Гронинген. Образована 1 января 1969 года из города Гронинген и общин Хогкерк и Норддейк. 1 января 2019 года к общине Гронинген были присоединены общины Тен-Бур и Харен.